# Championnat du monde d'échecs 1987
Pour un article plus général, voir Championnat du monde d'échecs.
 (janvier 2023).

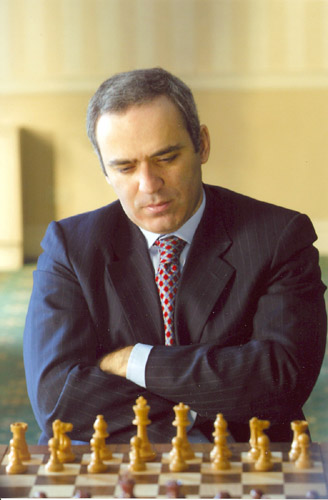
Garry Kasparov

Le Championnat du monde d'échecs 1987 a eu lieu à Séville du 12 octobre et le 19 décembre 1987 entre Garry Kasparov tenant du titre et Anatoli Karpov, son challengeur. C'est la quatrième confrontation des deux joueurs pour le titre. Le match se terminant par l'égalité, Kasparov conserva son titre.

## Qualification
Le format de qualification de ce cycle diffère de ceux organisés depuis 1965 : un tournoi des candidats fermé est organisé avec les quatre premiers de trois interzonaux, plus quatre joueurs qualifiés d'office : 
- à Tunis en avril et mai 1985 se qualifient Arthur Youssoupov (11½/16), Aleksandr Beliavski (11) et Lajos Portisch (10) ainsi qu'Aleksandr Tchernine (9½) après un match de départage avec Viktor Gavrikov (+2 -1 =3),
- à Taxco en juin 1985 se qualifient Jan Timman (12/15), Jesus Nogueiras (10½), Mikhaïl Tal (10) et Kevin Spraggett (9),
- à Bienne en juillet 1985, se qualifient Rafael Vaganian (12½/17), Yasser Seirawan (11½), Andreï Sokolov (11), Nigel Short (10½), celui-ci à la suite du match de départage avec John van der Wiel et Eugenio Torre,
- Viktor Kortchnoï, Zoltán Ribli et Vassily Smyslov sont qualifiés grâce à leurs résultats des matches des candidats 1983-1984,
- Boris Spassky désigné par la fédération française, organisatrice du tournoi des candidats.

Les quatre premiers du tournoi des candidats de Montpellier en 1985 sont qualifiés. Arthur Youssoupov, Rafael Vaganian et Andreï Sokolov terminent premiers avec 9/15, tandis que Jan Timman et Mikhaïl Tal se partagent la 4e place. Un match de six parties est organisé pour la dernière place qualificative, il se solde par un match nul (+1 -1 =4), Timman est finalement qualifié au nombre de victoires dans l'interzonal (+4 -2 =9 contre +3 -1 =11 pour Tal). Anatoli Karpov, l'ancien champion du monde défait lors du championnat précédent, accède directement à la finale.
|  | Quarts de finale              | Quarts de finale              |                |    | Demi-finales                 | Demi-finales                 |  |  | Finale                     | Finale                     |
|  | Quarts de finale              | Quarts de finale              |                |    | Demi-finales                 | Demi-finales                 |  |  | Finale                     | Finale                     |
|  |                               |                               |                |    |                              |                              |  |  |                            |                            |
|  | Tilburg, janvier-février 1986 | Tilburg, janvier-février 1986 |                |    | Riga, septembre-octobre 1986 | Riga, septembre-octobre 1986 |  |  | Linares, février-mars 1987 | Linares, février-mars 1987 |
|  | Tilburg, janvier-février 1986 | Tilburg, janvier-février 1986 |                |    | Riga, septembre-octobre 1986 | Riga, septembre-octobre 1986 |  |  | Linares, février-mars 1987 | Linares, février-mars 1987 |
|  | Jan Timman                    | 3                             |                |    | Riga, septembre-octobre 1986 | Riga, septembre-octobre 1986 |  |  | Linares, février-mars 1987 | Linares, février-mars 1987 |
|  | Jan Timman                    | 3                             |                |    | Riga, septembre-octobre 1986 | Riga, septembre-octobre 1986 |  |  | Linares, février-mars 1987 | Linares, février-mars 1987 |
|  | Arthur Youssoupov             | 6                             |                |    | Riga, septembre-octobre 1986 | Riga, septembre-octobre 1986 |  |  | Linares, février-mars 1987 | Linares, février-mars 1987 |
|  | Arthur Youssoupov             | 6                             | Andreï Sokolov | 7½ |                              |                              |  |  | Linares, février-mars 1987 | Linares, février-mars 1987 |
|  | Minsk, janvier 1986           |                               | Andreï Sokolov | 7½ |                              |                              |  |  | Linares, février-mars 1987 | Linares, février-mars 1987 |
|  |                               | Arthur Youssoupov             | 6½             |    |                              |                              |  |  | Linares, février-mars 1987 | Linares, février-mars 1987 |
|  | Rafael Vaganian               | Arthur Youssoupov             | 6½             | 2  |                              |                              |  |  | Linares, février-mars 1987 | Linares, février-mars 1987 |
|  | Rafael Vaganian               |                               |                | 2  |                              |                              |  |  | Linares, février-mars 1987 | Linares, février-mars 1987 |
|  | Andreï Sokolov                | 6                             |                |    |                              |                              |  |  | Linares, février-mars 1987 | Linares, février-mars 1987 |
|  | Andreï Sokolov                | 6                             | Andreï Sokolov | 3½ |                              |                              |  |  |                            |                            |
|  |                               |                               | Andreï Sokolov | 3½ |                              |                              |  |  |                            |                            |
|  |                               | Anatoli Karpov                | 7½             |    |                              |                              |  |  |                            |                            |
|  |                               | Anatoli Karpov                | 7½             |    |                              |                              |  |  |                            |                            |
|  |                               |                               |                |    |                              |                              |  |  |                            |                            |
|  |                               |                               |                |    |                              |                              |  |  |                            |                            |
|  |                               |                               |                |    |                              |                              |  |  |                            |                            |
|  |                               |                               |                |    |                              |                              |  |  |                            |                            |
|  |                               |                               |                |    |                              |                              |  |  |                            |                            |
|  |                               |                               |                |    |                              |                              |  |  |                            |                            |
|  |                               |                               |                |    |                              |                              |  |  |                            |                            |
|  |                               |                               |                |    |                              |                              |  |  |                            |                            |
|  |                               |                               |                |    |                              |                              |  |  |                            |                            |

## Résultats
Le match était au meilleur des 24 parties. Les joueurs devaient marquer 12,5 points. en cas d'ex aequo (12 à 12), Kasparov conservait son titre.
|                | 1 | 2 | 3 | 4 | 5 | 6 | 7 | 8 | 9 | 10 | 11 | 12 | 13 | 14 | 15 | 16 | 17 | 18 | 19 | 20 | 21 | 22 | 23 | 24 | Points |
| -------------- | - | - | - | - | - | - | - | - | - | -- | -- | -- | -- | -- | -- | -- | -- | -- | -- | -- | -- | -- | -- | -- | ------ |
| Garry Kasparov | ½ | 0 | ½ | 1 | 0 | ½ | ½ | 1 | ½ | ½  | 1  | ½  | ½  | ½  | ½  | 0  | ½  | ½  | ½  | ½  | ½  | ½  | 0  | 1  | 12     |
| Anatoli Karpov | ½ | 1 | ½ | 0 | 1 | ½ | ½ | 0 | ½ | ½  | 0  | ½  | ½  | ½  | ½  | 1  | ½  | ½  | ½  | ½  | ½  | ½  | 1  | 0  | 12     |

Le déroulement des 24 parties fut le suivant :
| Partie | Ouverture            | Nombre de coups | Blancs   | Noirs    | Résultat             | Score             |
| ------ | -------------------- | --------------- | -------- | -------- | -------------------- | ----------------- |
| 1      | défense est-indienne | 30              | Karpov   | Kasparov | nulle                | égalité 0-0       |
| 2      | ouverture anglaise   | 32              | Kasparov | Karpov   | Karpov gagne (0-1)   | Karpov mène 1-0   |
| 3      | défense est-indienne | 29              | Karpov   | Kasparov | nulle                | Karpov mène 1-0   |
| 4      | ouverture anglaise   | 41              | Kasparov | Karpov   | Kasparov gagne (1-0) | égalité 1-1       |
| 5      | défense Grünfeld     | 38              | Karpov   | Kasparov | Karpov gagne (1-0)   | Karpov mène 2-1   |
| 6      | ouverture anglaise   | 28              | Kasparov | Karpov   | nulle                | Karpov mène 2-1   |
| 7      | défense Grünfeld     | 79              | Karpov   | Kasparov | nulle                | Karpov mène 2-1   |
| 8      | ouverture anglaise   | 50              | Kasparov | Karpov   | Kasparov gagne (1-0) | égalité 2-2       |
| 9      | défense Grünfeld     | 70              | Karpov   | Kasparov | nulle                | égalité 2-2       |
| 10     | défense Caro-Kann    | 20              | Kasparov | Karpov   | nulle                | égalité 2-2       |
| 11     | défense Grünfeld     | 50              | Karpov   | Kasparov | Kasparov gagne (0-1) | Kasparov mène 3-2 |
| 12     | gambit dame          | 21              | Kasparov | Karpov   | nulle                | Kasparov mène 3-2 |
| 13     | défense Grünfeld     | 36              | Karpov   | Kasparov | nulle                | Kasparov mène 3-2 |
| 14     | défense Caro-Kann    | 20              | Kasparov | Karpov   | nulle                | Kasparov mène 3-2 |
| 15     | défense Grünfeld     | 42              | Karpov   | Kasparov | nulle                | Kasparov mène 3-2 |
| 16     | ouverture anglaise   | 41              | Kasparov | Karpov   | Karpov gagne (0-1)   | égalité 3-3       |
| 17     | défense est-indienne | 46              | Karpov   | Kasparov | nulle                | égalité 3-3       |
| 18     | gambit dame          | 40              | Kasparov | Karpov   | nulle                | égalité 3-3       |
| 19     | gambit dame          | 62              | Karpov   | Kasparov | nulle                | égalité 3-3       |
| 20     | gambit dame          | 37              | Kasparov | Karpov   | nulle                | égalité 3-3       |
| 21     | défense Grünfeld     | 28              | Karpov   | Kasparov | nulle                | égalité 3-3       |
| 22     | gambit dame          | 19              | Kasparov | Karpov   | nulle                | égalité 3-3       |
| 23     | ouverture anglaise   | 57              | Karpov   | Kasparov | Karpov gagne (1-0)   | Karpov mène 4-3   |
| 24     | début Réti           | 64              | Kasparov | Karpov   | Kasparov gagne (1-0) | égalité 4-4       |

## Parties remarquables
- Kasparov - Karpov, 2e partie, 0-1. Déroulement dramatique et inédit : au 9e coup, Karpov sort une nouveauté dans l'ouverture qu'il avait préparée pour le championnat du monde d'échecs 1981 contre Viktor Kortchnoï. Kasparov réfléchit pendant une heure 20, ce qui constitue un record dans une finale de championnat du monde. Au 25e coup, Kasparov n'a plus que 6 minutes pour jouer 16 coups. Il joue, mais concentré sur son jeu, oublie d'appuyer sur la pendule. Une minute avant de tomber, Kasparov s'étonne que son adversaire ne joue pas. Des mouvements et rumeurs de la salle attirent son attention ; il regarde enfin sa pendule. Il appuie, mais perd peu de temps après dans un effroyable zeitnot.
- Karpov - Kasparov, 11e partie, 0-1
- Kasparov - Karpov, 24e partie, 1-0